# Beauty Point, New South Wales
Beauty Point este o suburbie în Sydney, Australia.